# Titularbistum Sura
Sura ist ein Titularbistum der römisch-katholischen Kirche.
Es geht zurück auf einen untergegangenen Bischofssitz in der antiken Stadt Sura, die in der römischen Provinz Syria Coele bzw. in der Spätantike Syria Euphratensis lag. Es gehört der Kirchenprovinz Hierapolis in Syria an.
| Titularbischöfe von Sura |                                                      | |                    |                    |
| Nr.                      | Name                                                 | Amt                                                                                                | von                | bis                |
| 1                        | Johannes Schulte OESA                                | Weihbischof in Paderborn, Mainz (Deutschland)                                                      | 13. Oktober 1455   | 15. Juni 1489      |
| 2                        | Louis Quémeneur                                      | | 13. August 1697    |                    |
| 3                        | Alexander John Grant                                 | Apostolischer Vikar des Highland District, Schottland (Großbritannien) starb vor der Bischofsweihe | 16. September 1727 | 19. September 1727 |
| 4                        | William Egan                                         | Koadjutorbischof von Waterford und Lismore (Irland)                                                | 8. März 1771       | 1774               |
| 5                        | Pietro Antonio Raimundo de San Giuseppe Roviglia OCD | Apostolischer Vikar von Malabar (Indien)                                                           | 6. März 1803       | 7. Juli 1816       |
| 6                        | Étienne-Raymond Albrand MEP                          | Apostolischer Vikar von Kuiceu (China)                                                             | 24. Februar 1849   | 22. April 1853     |
| 7                        | Henri-Louis-Charles Maret                            | | 22. Juli 1861      | 15. September 1882 |
| 8                        | Domenico (Daniele) Tempesta OFM                      | Weihbischof in Sora-Aquino-Pontecorvo (Italien)                                                    | 22. Dezember 1882  | 14. März 1887      |
| 9                        | Pietro Paolo de Marchi OFM                           | Apostolischer Vikar von Northern Shantung (Scian-Ton Settentrionale) (China)                       | 13. Februar 1889   | 30. August 1901    |
| 10                       | Antônio Augusto de Assis                             | Weihbischof in Pouso Alegre (Brasilien)                                                            | 10. Juli 1907      | 29. April 1909     |
| 11                       | Angelo Balzano                                       | emeritierter Bischof von Termoli (Italien)                                                         | 29. April 1909     | 12. Dezember 1910  |
| 12                       | Ignaz Rieder                                         | Weihbischof in Salzburg (Österreich)                                                               | 2. Januar 1911     | 7. Oktober 1918    |
| 13                       | Jean-François-Étienne Marnas                         | Koadjutorbischof von Clermont (Frankreich)                                                         | 10. März 1919      | 19. März 1921      |
| 14                       | John Joseph Swint                                    | Weihbischof in Wheeling (West Virginia) (USA)                                                      | 22. Februar 1922   | 11. Dezember 1922  |
| 15                       | Vlaho Barbic                                         | Weihbischof in Dubrovnik (Ragusa) (Kroatien)                                                       | 20. Februar 1923   | 18. November 1928  |
| 16                       | István Hász                                          | Militärordinarius von Ungarn (Königreich Ungarn/Volksrepublik Ungarn)                              | 28. Februar 1929   | 27. Januar 1973    |